# Coverstory (televisieserie)
Coverstory was een dramaserie van de NCRV, bedacht door de scenaristen Felix Thijssen, Jelte Rep en Bram van Erkel, met Marc Klein Essink en Nelleke Zitman als verslaggevers van het weekblad De Ster. Het eerste seizoen, met 13 afleveringen, werd in 1993 door de NCRV uitgezonden. In 1995 volgde een tweede seizoen met 11 afleveringen. De serie werd herhaald in 2005.

## Verhaal
De serie was gesitueerd in het journalistieke milieu, op de redactie van het noodlijdende weekblad De Ster. De nieuwe chef-redacteur Gilis moet de oplage omhoog zien te krijgen. Voor elke aflevering moeten wekelijks ster-reporter Essink met jonge collega Zitman voor een spannend verhaal zorgen. Zie ook De zomer van '45 van dezelfde regisseur.
Tijdens het Nederlands Film Festival werd de aflevering Een Valse Lady vertoond. In deze aflevering werd de redactie getipt dat het parade-paardje van veilinghuis Sauté, een Stradivarius-viool genaamd Lady Quincy, niet authentiek is. Een van de journalisten doet zich voor als kunstverzamelaar en komt via een medewerker van het veilinghuis op het spoor van de dubieuze kunsthandelaar Tirofles. Hij ontdekt dat de Lady Quincy een vervalsing is en schrijft een spraakmakende coverstory voor het weekblad.

## Schikking
In de eerste aflevering werd een fictief bedrijf genaamd Chemco ten tonele gevoerd, dat zich schuldig maakte aan onder andere het dumpen van chemisch afval. Na uitzending bleek er daadwerkelijk een bedrijf van die naam te bestaan, in Soest. De NCRV zag zich gedwongen tot een schikking met dit bedrijf: er volgde een rectificatie op TV, de bewuste aflevering werd niet meer herhaald, en het boek naar aanleiding van de serie moest worden herdrukt.

## Locaties
De binnenopnamen van het redactielokaal werden gemaakt in een leegstaand pand in Amsterdam-Noord. De buitenopnames van de redactie vonden plaats op de Zonneveldstraat 10 in Leiden.

## Rolverdeling
| Acteur                 | Personage            | Periode                 | Functie                                                                                                  |
| ---------------------- | -------------------- | ----------------------- | --- |
| Marc Klein Essink      | Berend van Zuilen    | S1&2                    | Onderzoeksjournalist                                                                                     |
| Nelleke Zitman         | Marlies Moerman      | S1&2                    | Onderzoeksjournalist                                                                                     |
| Ton Lutz               | Cornelius Moerman    | S1&2                    | Directeur de Ster                                                                                        |
| Herman Gilis           | Armand van Rozenburg | S1 (Volledig) S2 A10&11 | Hoofdredacteur (S1) Persvoorlichter Ministerie van Justitie & Veiligheid (S2-A10) Hoofdredacteur (S2A11) |
| Gees Linnebank         | Hans Kuyper          | S1&2                    | Redacteur (S1) Hoofdredacteur (S2A1-S2A10)                                                               |
| Herman Naber           | Tom Vervoort         | S1&2                    | Redacteur (S1)                                                                                           |
| Anne Buurma            | Harm van Echteld     | S1&2                    | Redacteur (S1)                                                                                           |
| Winston Rodriquez      | Dennis               | S1&2                    | Koerier                                                                                                  |
| Colla Marsman          | Chantal              | S1&2                    | Barvrouw                                                                                                 |
| Marijke van der Velden | Willemijn            | S1&2                    | Receptioniste                                                                                            |
| Paulien Leusink        | Kitty van Doorn      | S1A1-S1A7               | Redacteur                                                                                                |
| Wendy Brouwer          | Jenny de Vries       | S1A13 (Gastrol) S2      | Stagiaire (S1A13) Redacteur (S2)                                                                         |
| Ghislaine Pierie       | Cindy van Dorp       | S2                      | Onderzoeksjournalist                                                                                     |
| Maarten Wansink        | Jos Oudhof           | S2                      | Redacteur Buitenland                                                                                     |
| Aart Zeeman            | Commentator (Stem)   | S1                      | |
| Tom Meijer             | Commentator (Stem)   | S2)                     | |

## Trivia
- Marc Klein Essink, die de hoofdrol in de serie had, heeft naderhand aangegeven dat hij vond dat de makers hun kansen om de serie langer dan twee seizoenen door te zetten hebben verkeken door zijn personage Berend van Zuilen niet eerder een relatie te laten aangaan met zijn collega Marlies Moerman (Nelleke Zitman).

- Afleveringen zijn gebaseerd op werkelijkheid, zoals zaken die schrijver Jelte Rep in zijn werkzaamheden als journalist heeft meegemaakt en krantenberichten.[4]